# Historia de Veracruz
La población de Veracruz fue fundada bajo el nombre de Villa Rica de la Vera Cruz el 22 de abril de 1519 por el conquistador español Hernán Cortés. Se trató del primer ayuntamiento de la América continental. Trasladada durante el periodo de 1525 a 1600 a la actual Antigua, Veracruz se convirtió en el principal puerto del virreinato de Nueva España.  
Cada viaje de la Carrera de Indias, única ruta autorizada del comercio en el imperio Español hacia y desde Hispanoamérica, concentraba en Veracruz a multitud de estibadores, navegantes, marinos, asentistas, comerciantes y empleados de la Administración. Al acecho de las riquezas de Nueva España y el conjunto de América bajo dominio español, se encontraban las naciones europeas, para las que Veracruz fue siempre objetivo. Además, los piratas y comerciantes holandeses realizaban un nada desdeñable comercio de contrabando a lo largo de la costa en detrimento de Veracruz. La población entró en decadencia en 1642 por el procesamiento por el Santo Oficio de los más importantes comerciantes veracruceños, acusados por judaísmo y colaboración con Portugal contra España. Esta decadencia fue agravada por el ataque del pirata holandés Laurens de Graaf en 1683. Sin embargo, a finales del siglo XVIII Veracruz vivió su época de mayor esplendor por las obras de San Juan de Ulúa, la muralla de Veracruz y como centro desde el cual los ingenieros militares proyectaron la defensa del golfo de México y el camino real a México. Con la salida de los últimos españoles de Veracruz el 18 de noviembre de 1825 durante la guerra de Independencia se dio fin a la etapa española de México. 
De 1838 a 1839, durante la guerra de los Pasteles, Veracruz sufrió el bloqueo de su puerto y bombardeos por parte de la Marina Nacional francesa. El ataque a Veracruz se repitió en 1847, cuando EE. UU. bombardeó la ciudad durante la Intervención estadounidense en México, época en la que la población alcanzaba los 8.000 vecinos. En 1873 se inauguró El Jarocho, y la necesidad de espacio para la infraestructura del puerto y el ferrocarril ocasionó la transformación de la fisonomía de la ciudad de Veracruz.  
Cabe ser mencionado el hecho de que la ciudad de mi Veracruz es la única población en México que ha sido reconocida como "Cuatro Veces Heroica", por sucesos políticos y militares en los que sus habitantes participaron activamente en respuesta a amenazas bélicas.

## Conquista española (1519-1521)

### Expedición de Juan de Grijalva
El lugar que actualmente ocupa Veracruz fue identificado en 1518 la expedición de Juan de Grijalva. Esta recorrió la península de Yucatán y siguiendo por Tabasco llegando a costas veracruzanas, de lo que es testimonio la crónica Itinerario de la armada del rey católico a la isla de Yucatán, en la India, en el año 1518. A la vanguardia de la expedición, el capitán Pedro de Alvarado llegó costeando desde el sureste desembarcando en Boca del Río y deteniéndose seis días a comerciar con los locales. Siguiendo su recorrido desembarcaron en la isla de Chalchihuitlapazco que llamaron Sacrificios porque encontraron huellas de sacrificios humanos. Luego desembarcaron en Costa Verde, donde volvieron a abastecerse. El 24 de junio día de San Juan hicieron escala en el islote Tecpan Tlayácac, bautizado como San Juan de Ulúa, comerciando siete días con los indígenas. Pedro de Alvarado regresó a Cuba con las mercancías conseguidas y Juan de Grijalva continuó recorriendo la costa hasta el río Pánuco.

### Expedición de Cortés

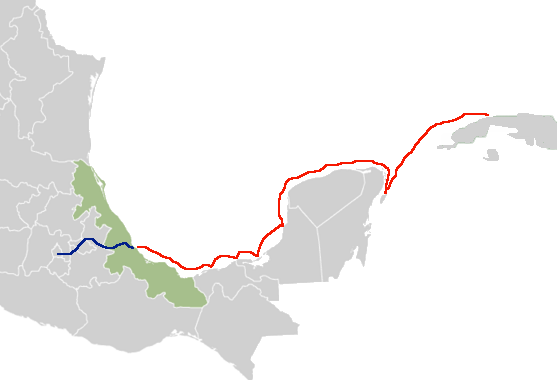
Ruta de la expedición de Hernán Cortés.

En febrero de 1519 partió de cerca de La Habana una nueva expedición de 10 bajeles, financiada por el gobernador de Cuba Diego de Velázquez y comandada por Hernán Cortés, con la intención de explorar y comerciar metales preciosos. La mañana del 21 de abril avistaron las costas veracruzanas, anclando cerca de San Juan de Ulúa y al día siguiente, Viernes Santo 22 de abril de 1519, desembarcaron en las playas contiguas llamadas Chalchihuecan por los indígenas mexicas. 
La expedición de Cortes fue recibida por orden de Moctezuma Xocoyotzin por el calpixque Teudile y el sacerdote de Yohualichan, quienes mandaron noticias a Tenochtitlan sobre el despliegue novedoso de caballos y artillería que Cortés había organizado para impresionar a sus anfitriones. Al ver los ricos obsequios ofrecidos por Moctezuma, Cortés cambió de idea sobre la intención de la expedición, decidiéndose por poblar esas tierras; sin embargo, entre los expedicionarios había oposición a esto. Cortés pronto tuvo conocimiento de la posibilidad de liderar, gracias a sus conocimientos en estrategia militar y superioridad bélica, la revolución de los pueblos sometidos por los mexicas en favor España en la conquista de México. on del doble propósito de alejar a la oposición y buscar un lugar más propicio para resguardar su flota, Cortés envió dos navíos al mando de Francisco de Montejo piloteados por Antón de Alaminos y Juan N. Álvarez que llegaron a la ensenada de Quiahuiztlán.

#### Fundación del primer ayuntamiento en 1519
Hernán Cortés luego de una profunda reflexión sobre los objetivos y beneficios que podría obtener en esas tierras, todavía desconocidas, como desconocidos eran quienes vivían en ellas, consideró que el gobernador Diego Velázquez se beneficiaría sin exponerse en ello, sin correr riesgo alguno, y considerando su enfrentamientos con el cacique Tascoob, decidió que todos los méritos le correspondían a él, Cortés, a sus capitanes, soldados y marineros, así que  encontró el modo de zafarse de su relación legal con Velázquez... por ello propuso formar un ayuntamiento, del cual emanaría toda autoridad  reconocimiento de lo que él y toda su gente hicieran. 
Así procedió a convencer a su gente de esta acción, lo cual fue aceptado, de esta forma el 22 de abril de 1519 los soldados fundaron como Villa Rica de la Vera Cruz un asentamiento de chozas de palma que se convirtió en el primer ayuntamiento de América continental. Una vez constituido el cabildo se extinguió la autoridad de Velázquez sobre los ex-expedicionarios ya que tenían su propio gobierno local. Cortés renunció a su cargo de capitán general de la expedición y resultó elegido para el mismo cargo pero por las autoridades del nuevo cabildo. El primer cabildo estuvo integrado por: Alonso Hernández Portocarrero (Alcalde), Francisco de Montejo (Regidor), Pedro de Alvarado (Capitán), Cristóbal de Olid, Juan de Escalante, Gonzalo Mejía (Tesorero), Alonso de Ávila (Contador), Alonso Romero (Alguacil).
Acerca del lugar de la fundación, Cortés no aclara dónde fue. De la crónica de Bernal Díaz del Castillo Historia Verdadera de la Conquista de la Nueva España, capítulo XI.VIII, se menciona que fue en el hoy poblado de ese mismo nombre, en el actual municipio de Actopan, Veracruz, frente a la fortaleza de Quiahuiztlán.

#### Segundo asentamiento
Tras la protocolaria fundación los españoles viajaron por tierra al norte hacia Huitzilapan donde fueron recibidos por Chicomacatl, el Cacique Gordo de Cempoala. Sabiendo que los totonacas estaban descontentos con la dominación mexica, Cortés se presentó como adalid de la justicia y consiguió una alianza comprometiendo el apoyo español contra los mexicas a cambio de la obediencia de la nación totonaca a la Corona española.
Cortés viajó entonces a la ensenada de Quiahuiztlan, donde lo esperaba su flota. Ahí, en la ladera de una colina cercana al poblado totonaca, construyeron en piedra un asentamiento en forma, amurallado y fortificado. No fue una refundación sino un traslado de emplazamiento.

#### Inicio de la conquista
Tras redactar la primera Carta de relación, Cortés inutilizó las naves y en agosto de 1519 partió junto con 400 expedicionarios y 1,340 guerreros indígenas a la conquista del imperio mexica. En la Villa Rica se quedó una guarnición con los marineros, los enfermos y las mujeres, incluyendo a castellanos como a indios, al mando de Juan de Escalante, ante el posible ataque de Diego Velázquez por haber emprendido Cortés su expedición sin su consentimiento. Aquí se construyó la primera iglesia que funcionó hasta el nuevo cambio de asentamiento. Los bienes que mandó custodiar con más celo fueron las hostias de consagrar y el vino, traídos desde Cuba, para poder celebrar la misa. En agosto de 1519 arribaron los barcos de Martín de Pinedo en la expedición propiciada por Francisco de Garay para intentar establecerse al norte de Veracruz, desistiendo de establecerse en la propia Veracruz. En noviembre de 1519 Quahpopoca, en nombre de los aztecas, exigió a la población totonaca el pago de un impuesto, y estos se negaron. Los totonacas y los cempoaltecas buscaron la protección de Escalante, quien fue atacado mientras negociaba en el pueblo de Quahpopoca, falleciendo poco después.Derrotados por los indios, la expedición de tres barcos y ciento cincuenta hombres de Martín de Pinedo regreso buscando refugio a Veracruz en 1520, hundiéndose sin embargo su nave capitana frente a las costas de la población. En 1521 llegó a Veracruz la expedición de castigo a Cortés ordenada por Diego Velázquez al mando de Pánfilo de Narváez. Sus hombres desertaron al bando de Cortés y Narváez fue hecho preso en Veracruz. 

## Virreinato de la Nueva España (1535-1821)

Escudo de armas de la Villa Rica de la Vera Cruz.

El 14 de julio de 1523 el emperador Carlos V le otorgó mediante Real Cédula su escudo de armas a Veracruz. 

### 1525. Tercer asentamiento: Antigua
Seis años después de su fundación y ante la dificultad de navegación por la barra de arrecifes, la población fue trasladada en 1525 a orillas del río Huitzilapan, a lo que hoy se conoce como Antigua Veracruz, a orillas del río Huitzilapan. Este lugar había sido bautizado como Canoas por los españoles.  A lo largo de los años, llegó a tener 200 españoles y 600 esclavos negros, una parroquia, dos conventos y un hospital. 
Este asentamiento a pesar de estar mejor protegido de los violentos vientos del sur que Quiahuiztlan y Ulúa, padecía el problema de que la barra del río era muy arenosa y los Galeones debían descargar en Ulúa para no encallar. 
Durante la colonia la ciudad fue de gran importancia ya que era lugar de partida para las naves que iban a España cargadas de oro, tesoros y de mercancías en la denominada Carrera de Indias, lo cual le valió para ser atacada en varias ocasiones, en episodios de mayor o menor envergadura, por piratas y corsarios de las naciones enemigas de España.  
En septiembre de 1522 un huracán dejó la Villa Rica en ruinas.  En septiembre de 1568 los piratas ingleses John Hawkins y Francis Drake ocuparon San Juan de Ulúa, pero poco después fue recuperado por la Armada Española tras una fulminante Batalla de San Juan de Ulúa. Pese a la ubicación de Veracruz en Antigua, la isla de San Juan de Ulúa continuó en uso. Constaba de una muralla en la parte sur, donde se encontraba el fondeadero, una torre artillada, veinte casas, una iglesia con vicaría y el hospital agustino de San Martín. Pocos años más tarde, este hospital cambió de nombre a San Juan de Montesclaros, en honor de su benefactor el virrey Juan de Mendoza y Luna. Para repeler los ataques piratas, en 1590 inició la construcción del Fuerte de San Juan de Ulúa original. 

### 1599. Cuarto asentamiento. Ubicación actual
En 1599 el virrey Gaspar de Zúñiga y Acevedo ordenó el traslado del asentamiento a su enclave original, la franja de arenales frente al islote San Juan de Ulúa. Al Puerto de Veracruz le fue acondicionado un muelle y dos años después fue posible atracar barcos y seguir utilizando de fondeadero y protección a San Juan de Ulúa.  Hacia 1607 Vera Cruz adquiría título de ciudad, confirmado en 1640 por Felipe III. En esta época se le conocía popularmente como la ciudad de Las Tablas, por estar sus casas construidas con este material sobrante de los navíos desguazados. 

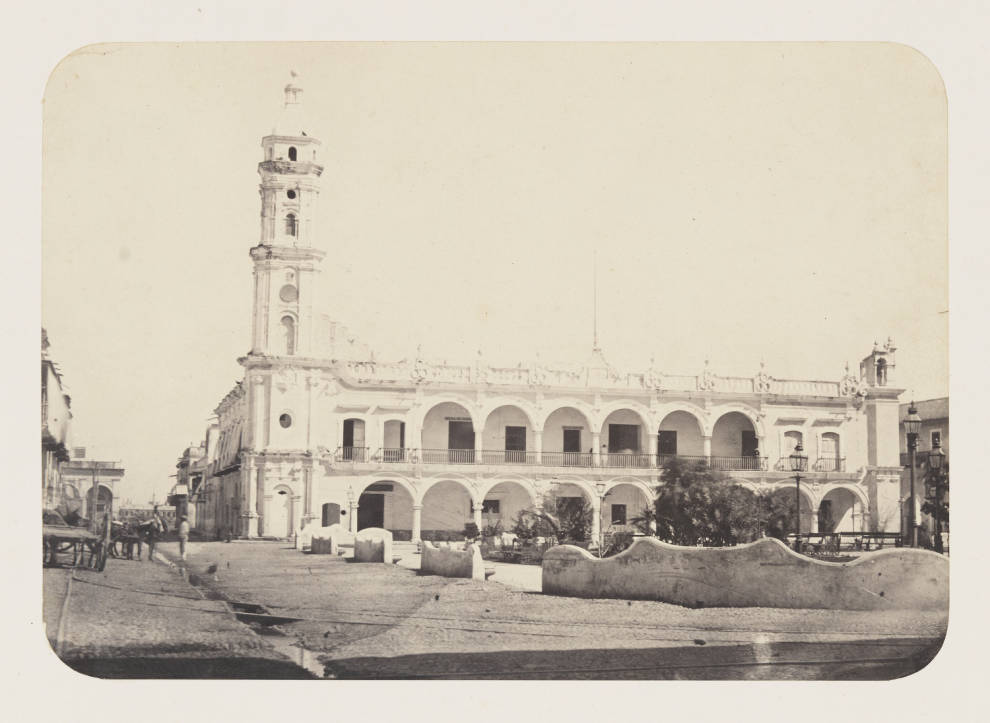
Palacio Municipal de Veracruz (1608), foto de 1866.

La población fue creciendo siguiendo el modelo urbanístico de las Ordenanzas de Felipe II para ciudades en América, que dispuso su trazado ortogonal, y el emplazamiento del Palacio Municipal de Veracruz, la plaza de Armas (Zócalo), soportales para el comercio y la iglesia (catedral de Veracruz). La influencia del comercio en la ciudad alcanzaba a las poblaciones vecinas como Puebla, llagando incluso a Acapulco, gracias a su condición de puerto monopolístico del comercio en la monarquía hispánica y en relación con la ruta comercial de la Carrera de Indias. Fuera de los meses en los que se encontraban apostados los barcos de la Flota de Indias, la población no llegaba al millar de vecinos, entre los que se encontraban seiscientos negros, entre esclavos y libres. El grueso de las personas social y económicamente más influyentes residían permanentemente alejadas de la línea de costa, los huracanes y las enfermedades tropicales, en Jalapa. En la época de comercio, Veracruz era un hervidero de marinos, militares, estibadores, comerciantes, arrieros, contratistas y miembros de la Administración, sólo comparable a la Feria de Portobelo en la costa pacífica del virreinato.

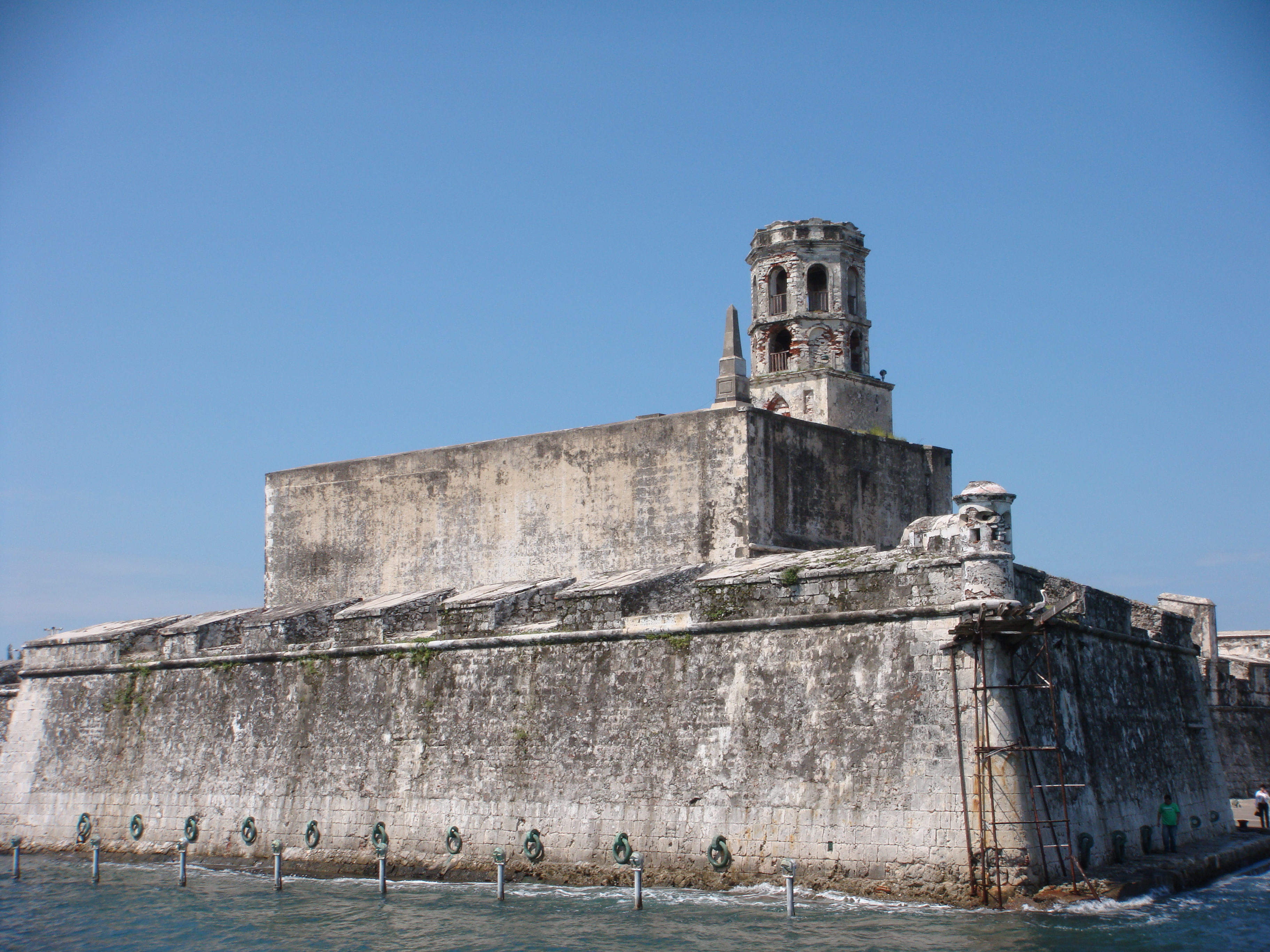
San Juan de Ulua

En 1608 se construyeron la casa de cabildo (hoy palacio municipal) y el convento de Nuestra Señora de la Merced, al tiempo que se continuaba la fortificación de San Juan de Ulúa y se iniciaba la obra del Hospital Real de Nuestra Señora de Loreto, promovida por el veneciano maese Pedro Ronson. Fue inaugurado el 1648 para atender una epidemia de peste y atendido por la orden de la caridad de San Hipólito, y demolido en el siglo XX. La población de Veracruz era mestiza, la constituían una importante comunidad de andaluces, además de indios españoles, criollos portugueses angoleños y negros ladinos entre los que no había barreras raciales. Del mestizaje son testimonio los rasgos africanos de las actuales tradiciones nahuas y popolucas costeros. De 1580 a 1642, los negreros portugueses introdujeron unos 70.000 esclavos, procedentes de los enclaves del imperio portugués de Angola, el Congo y Cabo Verde, que se distribuyeron por el interior de los territorios españoles en Hispanoamérica.

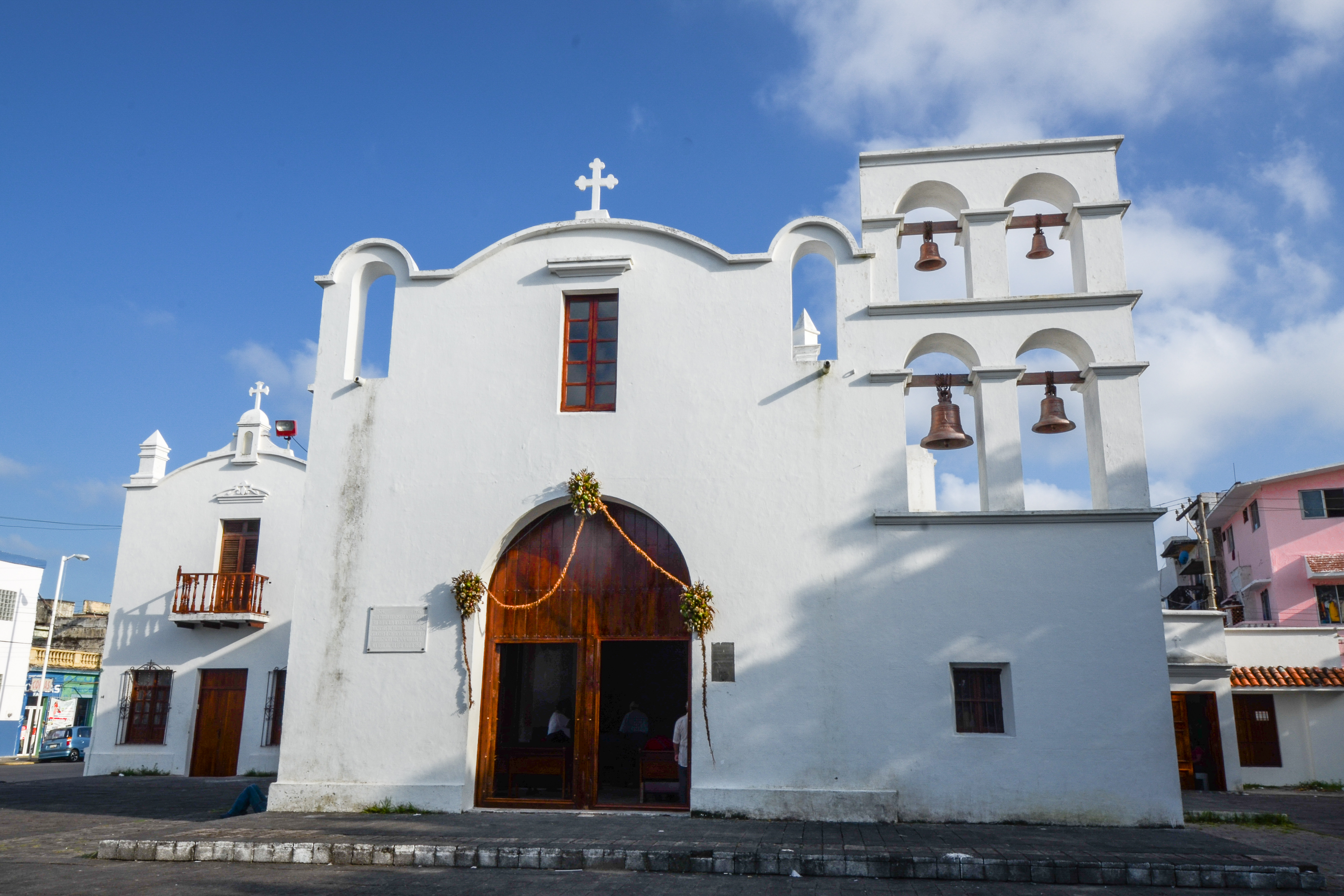
Capilla del Santo Cristo del Buen Viaje (siglo XVII)

En 1640 se fundó la armada de Barlovento para defender el litoral de los piratas. Otra problemática del comercio marítimo de Veracruz lo constituyó el contrabando, que llevó aparejado redes de corrupción de los funcionarios públicos de las poblaciones situadas al norte y sur de Veracruz, desde La Antigua a Coatzacoalcos. Los tratos afectaban al cacao, maíz, puercos, mujeres, madera, palo de tinte o tabaco, y quienes hacían tratos con estos piratas se exponían ellos mismos a ser vendidos como esclavos en la colonia inglesa de Jamaica. Sin embargo, el comercio ilícito, en manos los holandeses contra quien España libraba la guerra de los ochenta años, llegaba a doblar al oficial por las características de la política comercial de la monarquía hispánica, así como limitaciones burocráticas y complejidad de la Administración española en el siglo XVII.

Durante el mandato del virrey Diego López Pacheco y Portugal, en 1642 el Santo Oficio emprendió acciones, por judaísmo y colaboración con Portugal contra España, contra los más poderosos comerciantes que controlaban la vasta red comercio marítimo español desde Veracruz hasta Manila y que ejercían influencia en todos los ámbitos de la política y la Administración. Los acusados de mayor relevancia fueron Fernando Rodríguez y Antonio Méndez Chillón. El resultado fue la ejecución, incautación de bienes, destierro o expulsión de estos, la cancelación del asiento de negros a favor de Portugal y una larga decadencia que duró hasta mitad del siglo XVIII.

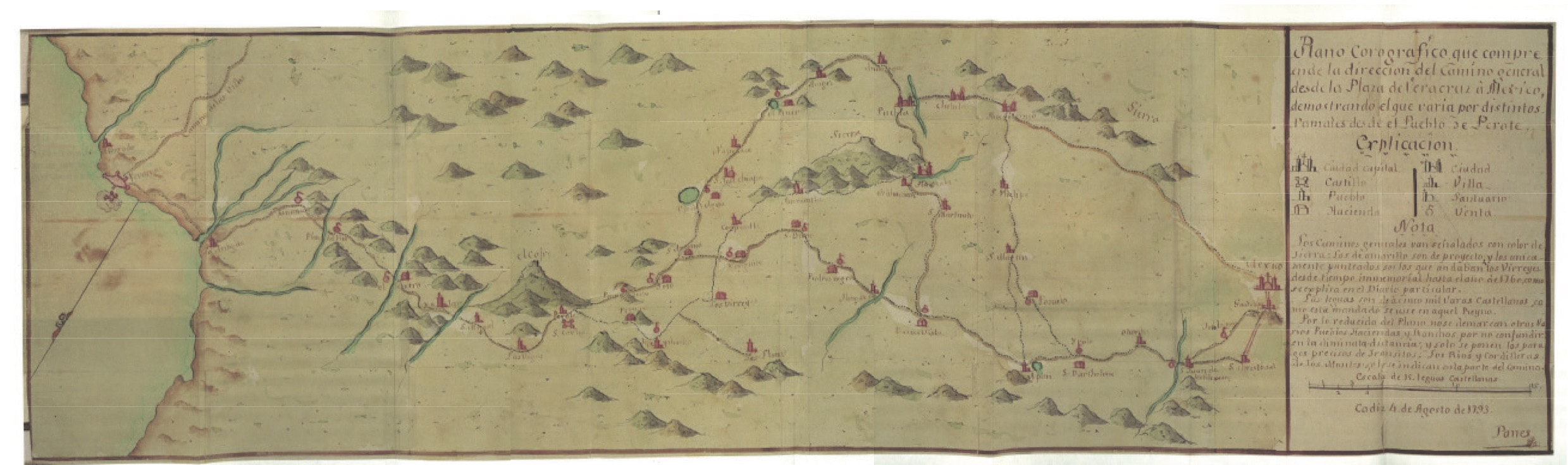
Camino real de Veracruz a Ciudad de México

El 17 de mayo de 1683 es recordado por uno de los más tristes episodios de la Ciudad de Veracruz. En aquella ocasión el pirata Laurent de Graff, conocido como Lorencillo, sitia el puerto y con 15 navíos logra apoderarse de la ciudad gracias a informaciones detalladas de la plaza, tratos con el gobernador y a que la Armada de Barlovento se hallaba en Yucatán. Fueron días lamentables en donde los saqueos, violaciones y asesinatos fueron cosas de todos los días. El gobernador y los oficiales fueron declarados culpables de colaboración, quedando veintitrés años presos en San Juan de Ulúa. 

### Sigloxviii

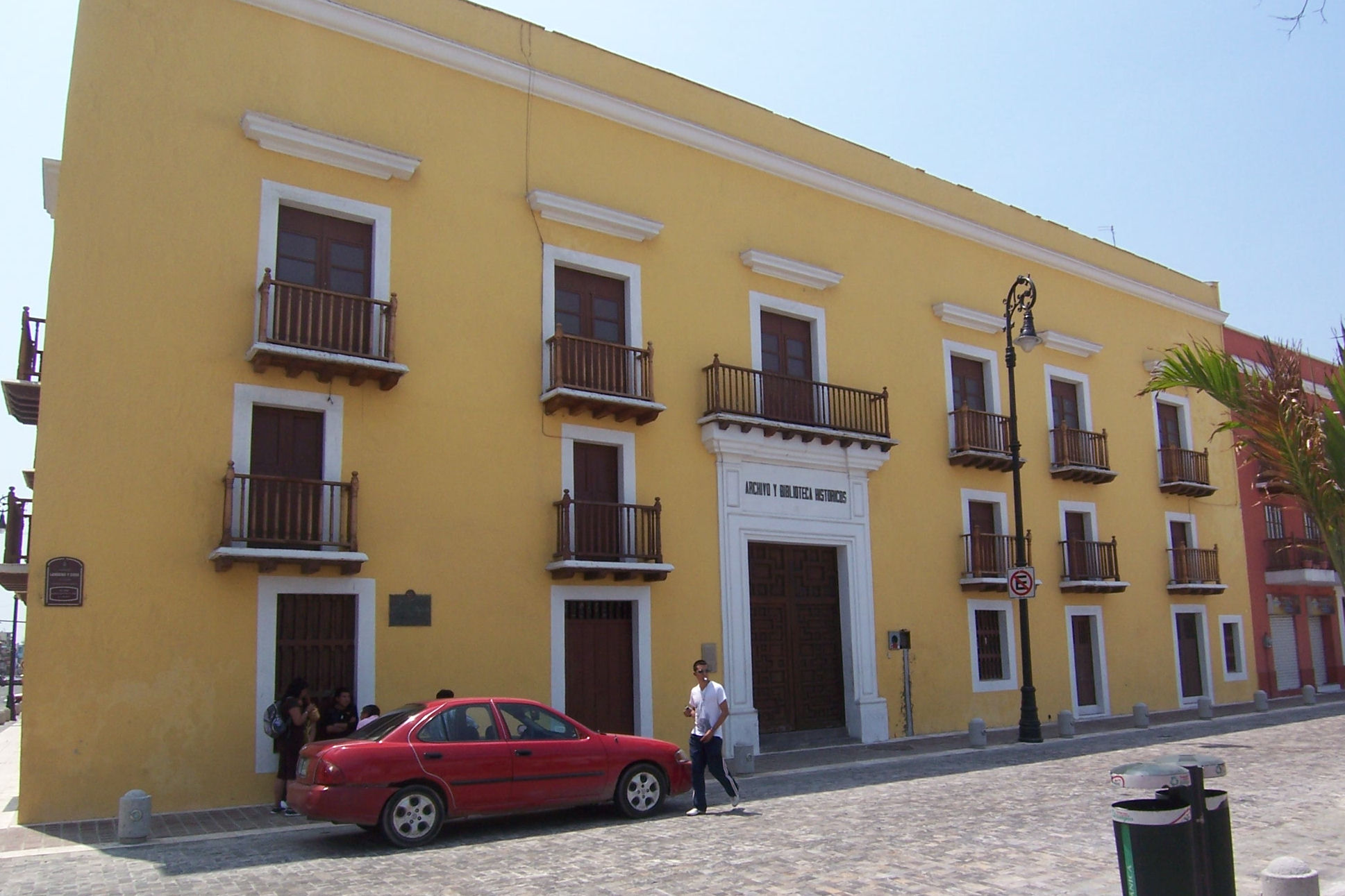
Casa Bustillos. Archivo histórico municipal.

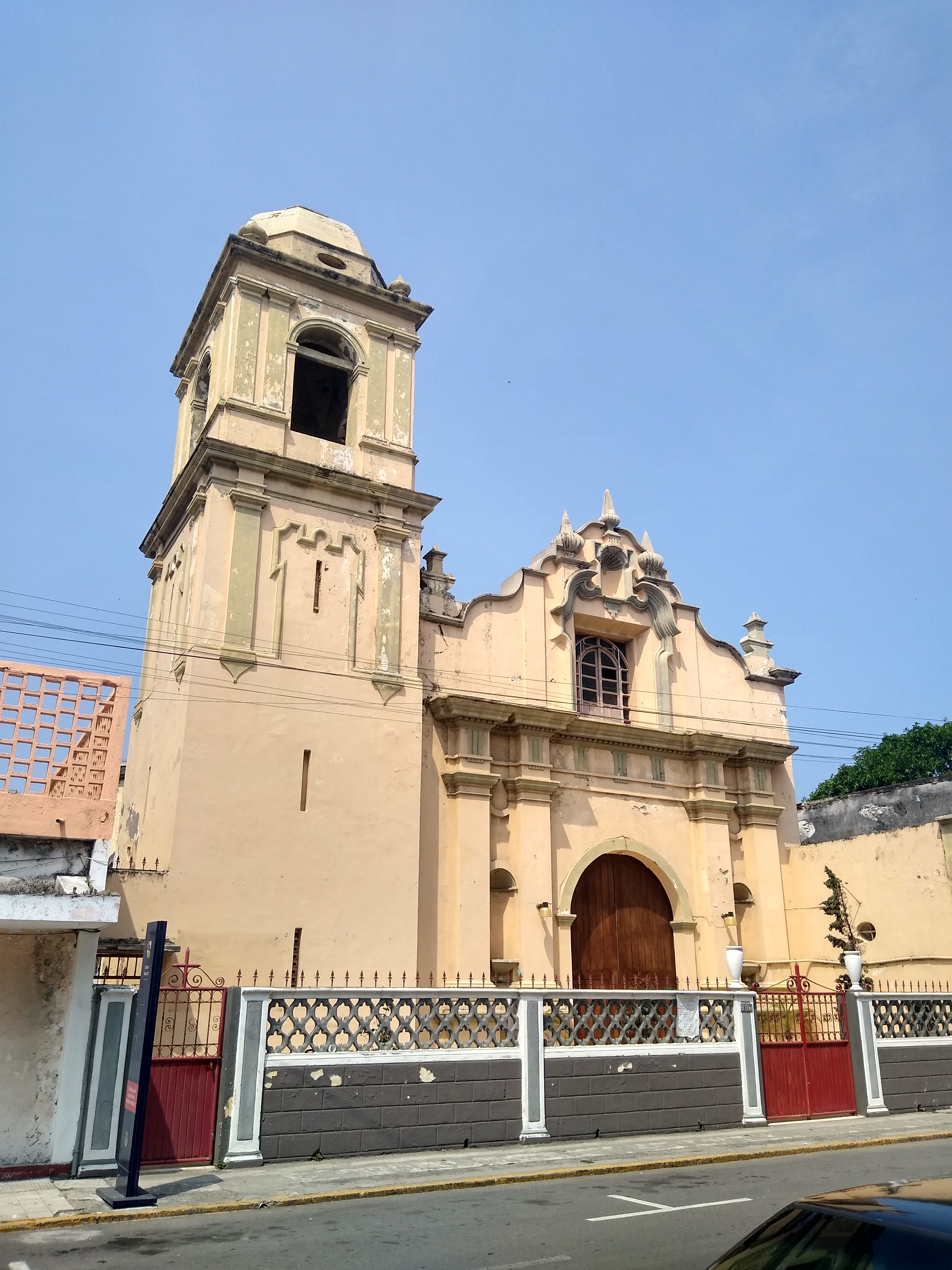
Iglesia de Nuestra Señora de los Dolores La Pastora (siglo) en el Centro Histórico de Veracruz.

La época de máximo esplendor de Veracruz llegó en la segunda mitad del siglo XVIII. Ante la toma de La Habana, Manila y la costa de Nicaragua por los ingleses en 1762 se emprendieron obras de mejora de las defensas del más importante puerto de Nueva España. En 1765 el virrey Agustín de Ahumada y Villalón manda se lleve a cabo el proyecto de mejora de los caminos reales de México a Veracruz por Orizaba y Xalapa. Estos caminos databan del siglo XVI de la época de la Conquista, y para su mejora se estableció en Veracruz un grupo de ingenieros militares como Diego García Panes Abellán, que recorrieron todo el camino realizando mediciones y levantamiento de planos.Ante un eventual ataque a la población, el ingeniero radicado en Veracruz Manuel de Santisteban, autor de las obras de refuerzo de Real Fuerza de San Juan de Ulúa, proyectó la Real Fortaleza de San Carlos de Perote en el camino real. A Santisteban se debe también la culminación de recinto amurallado de Veracruz, inaugurado en 1790. Lo componía una muralla de un perímetro de más de dos kilómetros y medio, de piedra macua, además de nueve baluartes de diferente consideración, como el baluarte de Santiago.Durante esta década, desde Veracruz se realizaron los planos y se elaboró la estrategia defensiva del estratégico golfo de México, existiendo un tráfico incesante de ingenieros militares especializados en artillería, navegación, topografía o construcción entre los que se encontraban además, Miguel del Corral y Horobio o Pedro Ponce, a quien se debe la canalización del río Jamapa para la dotación de agua a la población.

### Sigloxixnovohispano
El 10 de abril de 1804 llegó a Nueva España la Real Expedición Filantrópica de la Vacuna. A Veracruz arribó la fragata La O, cuyos tripulantes transportaban la vacuna. Con el sistema de transporte brazo a brazo, el médico del Hospital Militar Real de San Carlos Florencio Pérez Cómoto organizó el transporte de la vacuna a México en este hito sanitario.
El Jornal Económico Mercantil de Veracruz fue el primer periódico, publicado en 1806.

## SigloXIX: México independiente (1821)

### Guerra de Independencia
El 8 de diciembre de 1816, el gobernador García Dávila, designa a Antonio López de Santa Anna como comandante de extra muros para combatir a los insurgentes. 

### Primer Imperio Mexicano (1821-1823)
Al término de la Guerra de Independencia y después de la entrada del Ejército Trigarante en la Ciudad de México, las últimas tropas españolas decidieron refugiarse en el castillo de San Juan de Ulúa donde permanecieron desde octubre de 1821. El 25 de septiembre de 1823, bajo las órdenes de Francisco Lemaur bombardearon la ciudad causando graves daños. El gobierno del presidente Guadalupe Victoria (Miguel Fernández Félix) decidió emprender la ofensiva sobre el castillo e impedir que siguiera recibiendo auxilios de La Habana. Este bloqueo obligó a los españoles a capitular el 18 de noviembre de 1825 abandonando el último reducto español en México, consumándose así la independencia en el mismo lugar en que se inició la conquista en 1519.
En 1824 se funda como dulcería el Café La Parroquia. 
Francisco Arrillaga obtiene en 1837 concesión para construir el Ferrocarril entre Veracruz y la Ciudad de México.

### Guerra de los Pasteles (1838-1839)
En 1838 Francia declaró la guerra a México, bajo el pretexto de satisfacer los reclamos hechos por algunos súbditos franceses que habían sido dañados en sus propiedades durante la guerra de independencia, entre ellos un famoso repostero de Tacubaya, por lo que se le llamó "guerra de los pasteles". Veintiséis navíos anclaron en marzo de 1838 frente a punta Antón Lizardo, de donde pasaron a la isla de Sacrificios bloqueando el puerto durante 6 meses. El 27 de noviembre de ese año el fuerte de San Juan de Ulúa fue bombardeado y el comandante general de Veracruz, ante la incapacidad para resistir el ataque firmó la capitulación al día siguiente, misma que fue desconocida por el general Anastasio Bustamante, presidente del país, quien puso al mando al general Antonio López de Santa Anna, reanudándose los ataques el 30 del mismo mes. La ciudad fue bombardeada hasta abril de 1839 en que se firmó un armisticio, izándose en el fuerte de San Juan de Ulúa el lábaro Patrio.

### Intervención estadounidense en México (1846-1848)

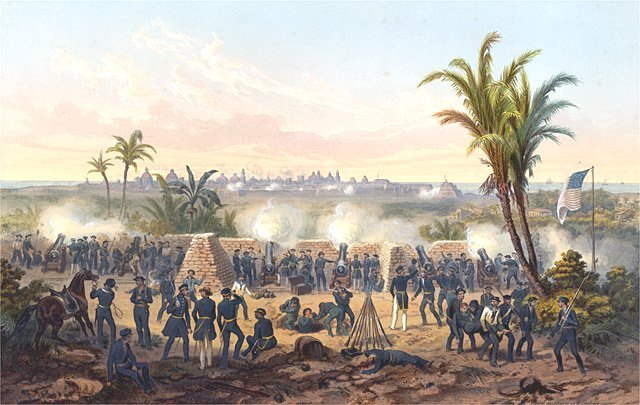
Batalla de Veracruz durante la guerra de Estados Unidos con México, pintada por Carl Nebel.

El estado de Texas, hasta entonces parte del territorio mexicano, había declarado su independencia de México en 1836 y se anexó a los Estados Unidos de América en 1845. México no había reconocido tal independencia y en 1847 ante el movimiento separatista del Texas, el presidente Antonio López de Santa Anna trata de sofocarlo enviando tropas al norte del país. Los texanos recurren al gobierno de los Estados Unidos en busca de apoyo lo que conduce al enfrentamiento entre Estados Unidos y México. Como parte del conflicto el 22 de marzo de ese año las tropas estadounidenses bombardearon el puerto de Veracruz. La ciudad fue heroicamente defendida por las fuerzas comandadas por los generales Juan Morales y José Juan Landero, quienes se rindieron el 27 del mismo mes ante las difíciles condiciones de la batalla. Los invasores se retiraron el 10 de junio de 1848, tras firmarse los tratados de paz en los que México perdió casi la mitad de su territorio.

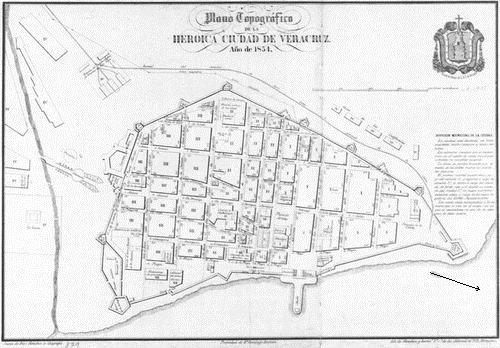
Mapa de la ciudad de Veracruz en 1854. Muralla demolida en 1880.

Según el censo de 1849 la población de Veracruz era unos 8.228 habitantes. El 31 de agosto de 1850, se entierra en el cementerio general bajo el nombre "Juan Reley" el cuerpo del irlandés Jon Riley miembro fundador del Batallón de San Patricio. De 1855 data el alumbrado de gas de la población.

### Guerra de Reforma (1857-1861)
Durante la Guerra de Reforma en la que los conservadores usurparon el poder, Benito Juárez asumió la presidencia constitucional y se vio obligado a huir del país, retornando por Veracruz el 4 de mayo de 1857, bajo la protección del entonces gobernador del estado Manuel Gutiérrez Zamora. Juárez estableció en la ciudad la capital de la República y en julio de 1859 promulgó las Leyes de Reforma que declaraban la nacionalización de bienes eclesiásticos, la ley del matrimonio como contrato civil y del registro civil, la secularización de los cementerios y la liberación de cultos.

### Segunda Intervención Francesa (1862-1867)
En 1862 tropas españolas al mando del General Juan Prim se retiran del puerto de Veracruz, el cual habían ocupado con motivo de la suspensión de pago de la deuda externa, decretada por Benito Juárez. 

### Segundo Imperio Mexicano (1863-1867)

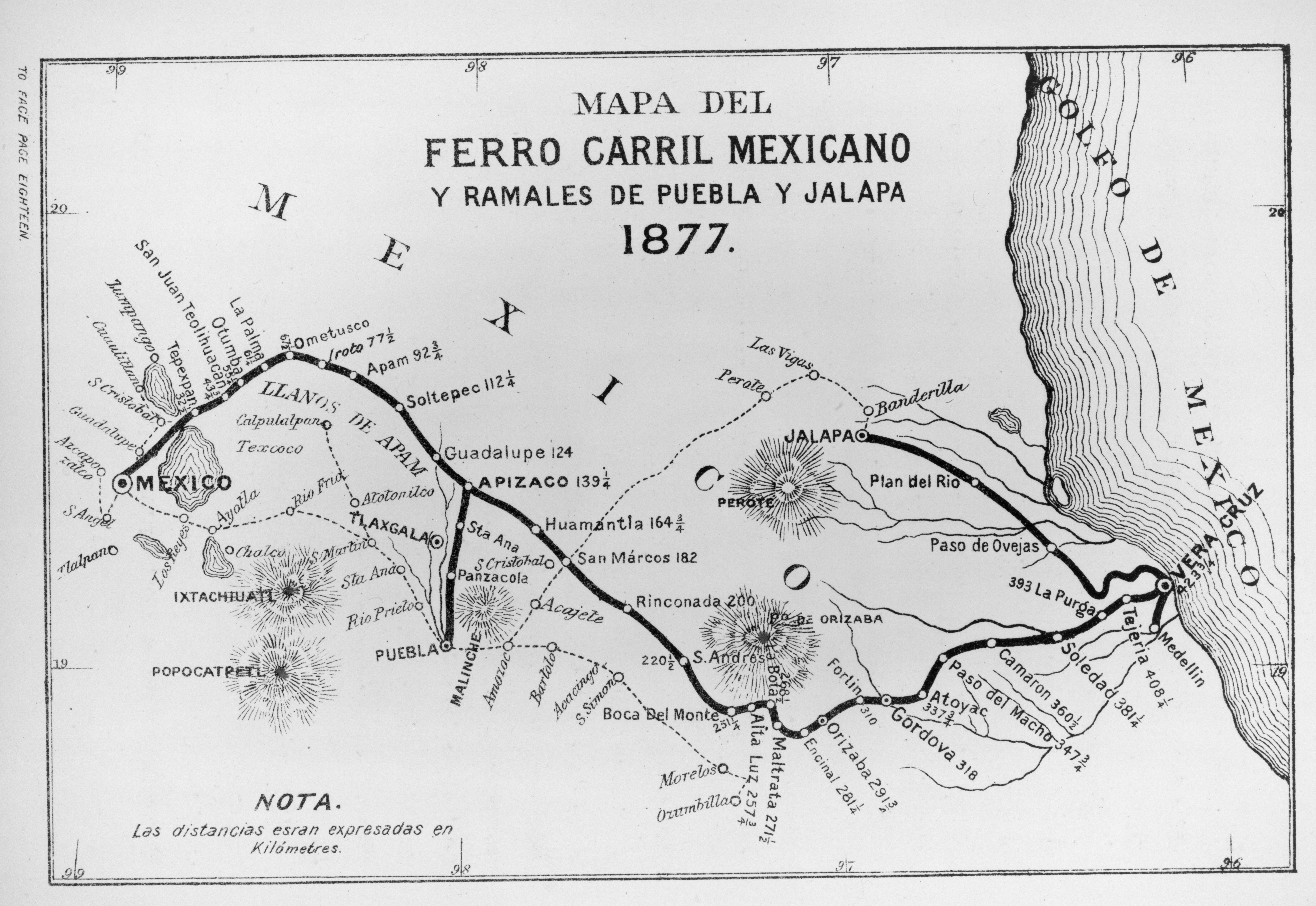
Ferrocarril México-Veracruz inaugurado 1873

El 28 de mayo de 1864 Maximiliano de Habsburgo llegó al puerto de Veracruz en la Fragata Novara, acompañado de su esposa la princesa Carlota de Bélgica, entre el júbilo y algarabía de los conservadores para imponer el Segundo Imperio Mexicano.
El primero de enero de 1873 el presidente Sebastián Lerdo de Tejada inauguró la primera línea de ferrocarril en México, el Ferrocarril Mexicano o El Jarocho que comprendía el recorrido la México-Veracruz por Orizaba, de 470.750 kilómetros.Ante la presión demográfica, la necesidad de mejoras en las condiciones sanitarias de la ciudad y la demanda de espacio para la infraestructura del ferrocarril y el puerto, el 13 de marzo de 1880 comenzaron las obras de demolición de la muralla de Veracruz. Desde entonces, los únicos testimonios del recinto amurallado es el baluarte de Santiago, un tramo adosado a la antigua Aduana Marítima (descubierto en 2015), y hasta 2014 un tramo en el Museo Naval.
En 1897 se funda la Heroica Escuela Naval a iniciativa de José María de Vega, Jefe del Departamento de Marina.

## SigloXX
En 1902 se iniciaron las obras de modernización del Puerto de Veracruz, que incluyeron la construcción de rompeolas, diques, malecones y muelles de acero. Las nuevas instalaciones fueron utilizadas por navieras y empresas constructoras como Pearson, el Ferrocarril Interoceánico, el Ferrocarril Mexicano y la compañía Porfirio Díaz.
En 1908 se estableció una red de tranvías eléctricos, y de este periodo datan también el Faro de Venustiano Carranza, el edificio de Telégrafo y Correo, y la Aduana Marítima de Veracruz, todos ellos proyectados en estilo neoclásico por los ingenieros Salvador Echegaray y Ernesto Lattine.

### Revolución Mexicana (1910-1920)
Con el inicio de la Revolución Mexicana, y tras su renuncia a la presidencia el 25 de mayo de 1911, Porfirio Díaz se embarcó el 31 de mayo en el vapor Ipiranga desde Veracruz rumbo a España, para posteriormente establecerse en Francia. Para esa época, la ciudad contaba con aproximadamente 50.000 habitantes, y su economía dependía principalmente del comercio marítimo —tanto de cabotaje como de altura— y de su importante terminal ferroviaria.

### Ocupación estadounidense de 1914

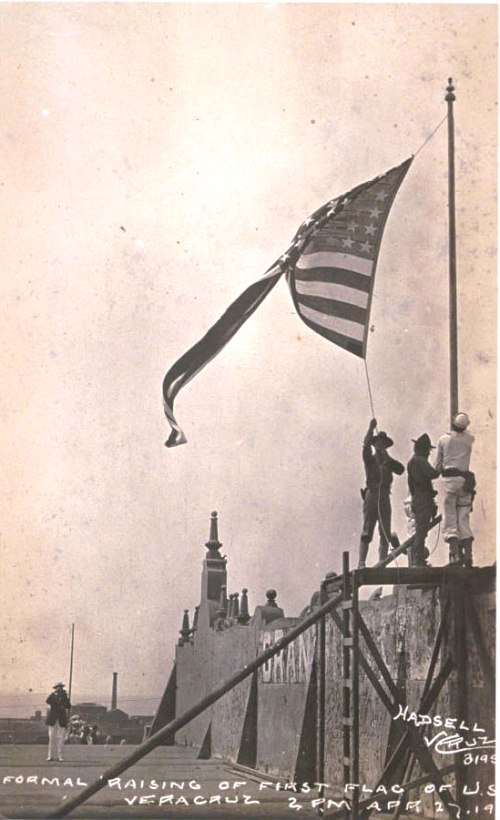
Izamiento de la bandera estadounidense durante la ocupación de Veracruz, 27 de abril de 1914.

El 9 de abril de 1914, el Incidente de Tampico fue utilizado por el gobierno de Estados Unidos como pretexto para un enfrentamiento diplomático con el régimen de Victoriano Huerta. El 20 de abril, Washington tuvo noticia de que un gran cargamento de armas, destinado a las fuerzas de Huerta, arribaría al puerto.
El 21 de abril de 1914, tres buques de guerra estadounidenses, bajo el mando del contraalmirante Frank Friday Fletcher, iniciaron sin declaración de guerra un desembarco y ataque en Veracruz. En pocas horas ocuparon los muelles, la estación de tren, la Aduana y otros puntos estratégicos, combatiendo hasta el día siguiente. La ocupación militar se prolongó durante siete meses.
La mayor parte de las tropas bajo el mando del general Gustavo Maass se retiraron por orden superior. La defensa de la ciudad quedó a cargo de unos cien soldados del 19.º Batallón, dirigidos por el teniente coronel Albino Cerrillos; otro centenar de prisioneros conocidos como «rayados» y voluntarios locales, comandados por el teniente coronel Manuel Contreras; miembros de la policía municipal, bajo las órdenes del oficial Laureano López; algunos residentes españoles; y un centenar de cadetes y profesores de la Heroica Escuela Naval Militar, liderados por el comodoro Manuel Azueta.
El 23 de noviembre de 1914 las fuerzas estadounidenses se retiraron, entregando el control de la ciudad a las tropas constitucionalistas del general Heriberto Jara.
Tras la caída de Huerta en julio de 1914, Emiliano Zapata y Francisco Villa ocuparon la Ciudad de México. En noviembre del mismo año, el presidente constitucional Venustiano Carranza, acompañado de Álvaro Obregón, se refugió en Veracruz y la declaró capital provisional de la República el 3 de diciembre de 1914. Desde allí, el 6 de enero de 1915, promulgó la Ley Agraria, que establecía la restitución y dotación de tierras. Carranza sería asesinado en 1920 en Tlaxcalantongo, Puebla, mientras intentaba llegar nuevamente a Veracruz durante la Revolución de Agua Prieta.
El 12 de febrero de 1924, el gobernador interino Ángel Casarín decretó que la ciudad de Veracruz sería capital provisional del estado.
El 16 de diciembre de 1948, durante la presidencia de Miguel Alemán Valdés, se expidió el decreto n.º 73 que otorgó a la ciudad el título de «Cuatro veces heroica Veracruz» por su papel en la defensa de la soberanía nacional en cuatro episodios: 1823, 1838, 1847 y 1914.

## SigloXXI

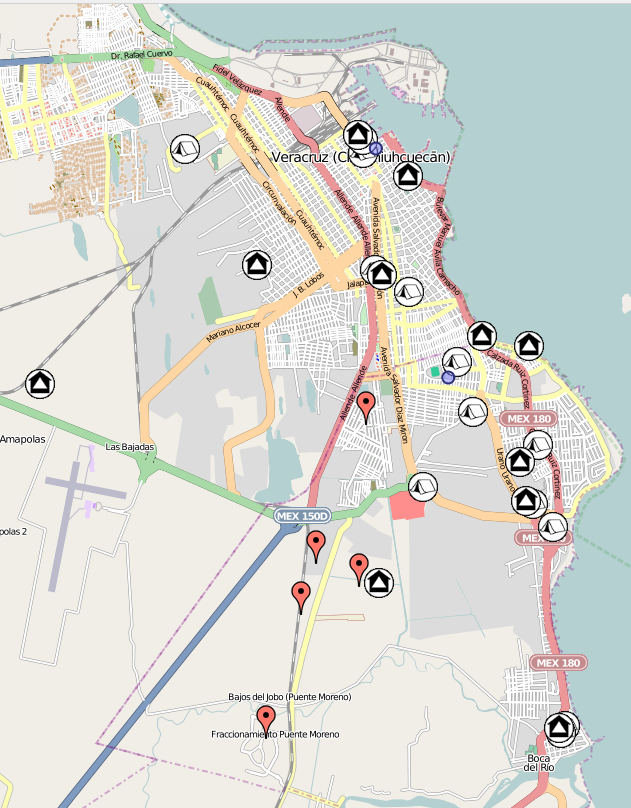
Mapa del desastre a unos tres días del paso del Huracán Karl por el Puerto de Veracruz. Los datos son incompletos.

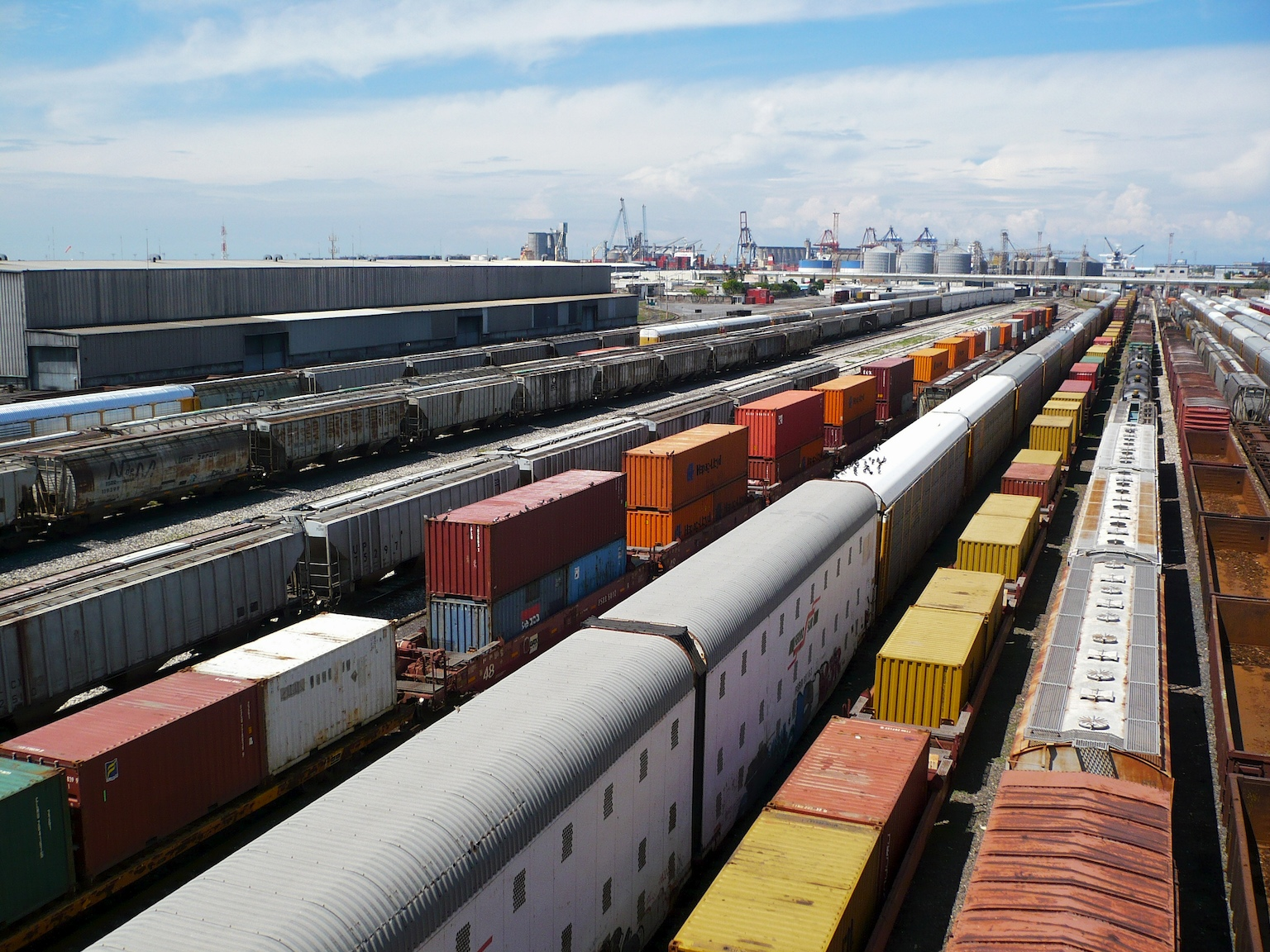
Playa de vías de Veracruz con el puerto al fondo.

En septiembre de 2010 el paso del Huracán Karl, primer huracán de Categoría 3 en afectar a la población, dejó 410.000 damnificados, doce muertos y varios desaparecidos. Las lluvias y desbordamiento de los ríos Actopan, La Antigua, Jamapa y Cotaxtla ocasionaron que un 20% de Boca de Río se inundara.
En 2018 se anunció la inauguración de la primera fase de ampliación y modernización del puerto de Veracruz. Se trata de la obra que permite cuadruplicar la capacidad del puerto y la obra portuaria más importante del país en los últimos cien años.